# Medicine Crow
Medicine Crow (1848 - juli 1920) var en betydelig leder i crow stammen under en omvæltende periode i hans folks historie.:42 
Han forsvarede bl.a. sit traditionelle land mod indtrængende indianske fjender som medlem af krigerselskabet Lumpwoods,:285  og hans ry som kriger fik crower til at bede ham navngive deres børn.:42 Han talte sin nations sag overfor USA bl.a. under besøg i Washington D.C. Han fik forudanelser om fremtiden i visionære syn,:49  og han indstiftede sin egen personlige variant af crowernes tobacco ceremoni efter at være blevet instrueret i den under en vision.:276 
I datidige beretninger og ergo også senere omtales Medicine Crow under netop dette navn; en mere rigtig oversættelse af crow navnet Peelatchiwaaxpaash :30  er Sacred Raven.:42 

## Forældrene og drengen Medicine Crow
Medicine Crows mor hed One Buffalo Calf, og faderen var Jointed Together.:42  Forældrenes lejr lå et sted i nærheden af Musselshell River i det centrale Montana, da han blev født.:42  Han tilhørte klanen Newly Made Lodges.:197 
Da forældrene nogle år senere gik fra hinanden, giftede en bror af Jointed Together, Sees The Living Bull, sig med One Buffalo Calf.:18  (En mere ligefrem oversættelse af mandens navn er Looks At A Bulls Penis).:73  Medicine Crow græd og sørgede meget, da stedfaderen forlod familien efter et skænderi med sin kone, og han opsøgte ham og levede med ham imod moderens ønske.:57  Sees The Living Bull blev med tiden en kendt medicinmand takket være en magisk sten fundet af One Buffalo Calf, da hun flakkede rundt på prærien i forbindelse med en personlig krise. Til stenen var knyttet et tabu om aldrig at spise bisontunger, og hele familien overholdt det.:389 
Stenen genskabte en vis harmoni i ægteskabet,:106  og Medicine Crow fik med tiden fire halvsøskende.:48 

## Medicine Crows søgen efter visioner
Som ung prøvede Medicine Crow at vinde de overjordiske kræfters sympati under visionssøgninger for at få en personlig skytsånd og modtage ledetråde om sit fremtidige virke.
Første gang fastede han tilsyneladende uden at få kontakt til The Without Fires:4  i åndeverdenen.:75  Det foregik på en klippetop i Crazy Mountains,:43  muligvis på Bad Mountains i følgeskab af flere venner.:56-57  Siden ofrede han et fingerled i forbindelse med en bøn til solen og fik en vision om tobacco ceremonien, mens han lå bevidstløs som følge af blodtabet.:275  På Where The Thunderbird Sits Down Mountain i Bighorn Mountains fik Medicine Crow besked på at kigge mod sammenløbet af Bighorn – og Little Bighorn River langt borte under en vision. I drømmen så han noget skinne dér. Da Fort Custer blev bygget på pladsen i 1877:204  efter slaget ved Little Bighorn River året før, reflekterede fortets vinduer aftensolen, og hans drømmesyn blev forståeligt.:65 
Gennem andre drømme fik Medicine Crow varsler om bygningen af en jernbane langs Yellowstone River samt om bisonens erstatning på prærien af tamkvæg. I en tredje drøm så han et hus på en bakketop, hvor Lodge Grass Creek løber ud i Little Bighorn River. I starten af 1900-tallet fik han sit hus bygget der.:44 
Medicine Crow sikrede sig to stærke beskyttere fra åndeverdenen via sine visionssøgninger, nemlig ørnen og en stor høg,:44  mens en vision med en trane garanterede ham blodhævn, da han sørgede over en dræbt ven.:341 

## Krigeren
I 1863 deltog Medicine Crow i sin første krigsekspedition som 15 årig uden at gøre sig bemærket.:44  De følgende år erobrede han heste og stødte sammen med shoshoner,:45  arapahoer,:47  og især lakotaer.:46 
I en forholdsvis tidlig alder udførte Medicine Crow stammens fire standard-bedrifter for at opnå rang af ”høvding” (en militær-titel svarende til delingsfører og altså en anden og mindre titel end lejr- eller stamme-høvding).:xi  Han havde været den første kriger til at røre ved en uskadeliggjort fjende på slagmarken; han havde erobret et våben i nærkamp; han havde skåret en fortøjet hest fri inde i en fjendtlig lejr og bragt den tilbage til sin egen lejr; som leder af en krigsgruppe havde han ført denne ud mod fjenden og tilbage igen uden at lide tab.:45 
I krig bar Medicine Crow i hvert fald én gang en forlader.:47  Hans skjold lå i et etui, hvis øverste del var behængt med rypefjer og havde lodrette streger ned til en vandret streg. Herunder var bl.a. to trekanter med nedadvendte siksak-linjer gengivet. I centrum symboliserede påsatte hestehalehår en skalp. Nederst på etuiet hang en ørnefjer.:404 
Medicine Crow var en af tre anførere på et stærkt bemandet hævntogt mod lakotaerne, efter at høvding Long Horse var faldet i kamp mod dem i 1875.:289  Han kæmpede side om side med amerikanske soldater i Rosebud slaget mod lakotaer og cheyenner,:47  og som spejder under general Nelson A. Miles fulgte han sporet af høvding Josephs lejr af nez percéer i 1877.:48 
På et tidspunkt overtog Medicine Crow den magiske sten fra sin stedfader og brugte den især til at lokalisere og erobre heste.:92 
Gennem sine 19 år som aktiv kriger udførte Medicine Crow 22 bedrifter.:45 

## Diplomaten Medicine Crow
I en vision var Medicine Crow blevet varskoet om en bølge af hvide på vej mod hans land. Drømmen rådede ham til ikke at sætte sig op mod dem, men at forhandle med dem med klogskab.:44 
Allerede som 32 årig deltog Medicine Crow i møder med USA's repræsentanter,:118  både i crow-reservatet og under et besøg i Washington D.C. i foråret 1880.:114 
I 1885 var han medlem af en crow delegation på besøg hos stammens arvefjender i blackfoot reservatet nordpå for at prøve at stifte fred.:140  Begge indfødte nationer erobrede fortsat heste fra hinanden, som det mindste.:176 
Gennem årtier vedblev Medicine Crow at være en leder, som andre crower regnede med og søgte råd hos.:254  Syv år før sin død gjorde han atter en rejse til Washington D.C. sammen med bl.a. høvding Plenty Coups og den veluddannede Robert Yellowtail.:289 

## Familielivet
Medicine Crow giftede sig sandsynligvis tre gange. I sit andet ægteskab med Takes Many Prisoners fik han datteren Annie. Fire sønner kom til under hans sidste ægteskab med Medicine Sheep.:49 
Senest i 1910:44  flyttede familien Medicine Crow ind i et træhus med et køkken og en tilstødende stue. Som i en rejst tipi vendte husets eneste indgang mod øst, og borde, stole og senge var der ingen af. På væggen i stuen/soverummet hang høvdingens hellige bundt og skjold. Om sommeren flyttede familien næsten alle aktiviteter ud i det fri, og huset stod ubrugt. I nærheden af bygningen rejste Medicine Crows svedehytte sin lille kuppel af bøjede pilegrene.:40 

## De sidste år
Medicine Crow var en af Robert H. Lowies informanter, da denne søgte viden om crowernes dagligdag, religion og samfund mellem 1907 og 1916.:18 
Da Medicine Crow døde i 1920 blev han begravet på en bakketop med udsigt over Valley of the Chieftains (Little Bighorn River).:48 

## En kendt efterkommer
Et af høvdingens børnebørn, Joseph Medicine Crow, videregav gennem et langt liv i skrift og tale sin viden om de gamle crowers tilværelse, som han havde fået indblik i bl.a. ved at lytte til sin bedstefar og andre indsigtsfulde crowers fortællinger.